# Jan Váňa (havíř)
Jan Váňa, psán též Wania (1. června 1811 Felbabka – 27. června 1864 Praha) byl prospektor a objevitel (těžitelného) černého uhlí na Kladensku a horní ředitel Pražské železářské společnosti.

## Život a dílo
Byl synem důlního dozorce (Steiger) Jana Váni. Od svých dvanácti let pracoval na dolech hraběte Vrbna ve Felbabce. Později prošel i doly na Příbramsku, na Moravě, ale i na Slánsku, kde hledal uhlí. 1. listopadu 1846, v jámě (Kateřina-Josefa na Kročehlavském katastru) odkoupené od Františka Jirátka nalezl dva metry mocnou sloj. Nebyl to první nález uhlí na Kladensku (1775), ale tato sloj byla nejmocnější a byl to počátek těžby zdejšího uhlí i navazujícího průmyslu. Připisuje se mu hloubení jam Kateřina- Josefa, Václav, František, zčásti Amálie a Vítek a neúspěšné Zippe.
Na místě zasypané jámy Kateřina- Josefa v Kročehlavech osadil u příležitosti sňatku císaře Františka Josefa I. s princeznou Alžbětou Bavorskou dne 24. dubna 1854 tzv. Váňův kámen, který se několikrát stěhoval po městě. V roce 1954 byl doplněný o bronzové Sousoší Hornictví od Ladislava Nováka a nachází se nyní v parku u gymnázia.
Oženil se s Annou Váňovou, měl dcery Annu Pelikánovou (společný hrob v Kladně) a Karlu, která se přivdala do Hředlí u Rakovníka. V roce 1848 jmenován do funkce naddůlního. Po vzniku Pražské železářské společnosti byl propuštěn a odstěhoval do Prahy, kde krátce nato zemřel.
Pohřben byl v Kladně na bývalém hřbitově u nynějšího divadla, nyní se jeho náhrobek nachází ve III. oddělení hřbitovů v Kladně.

## Galerie

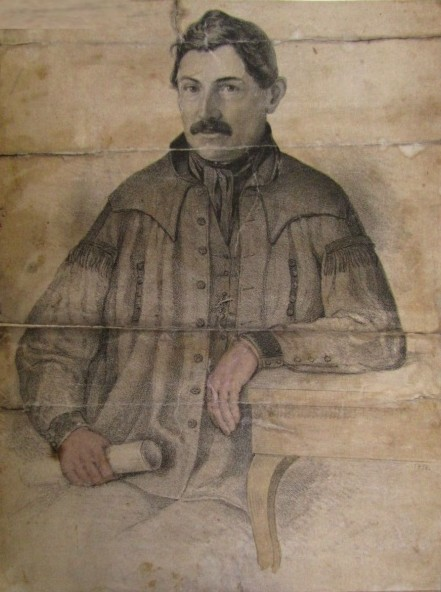
Jan Váňa, zakladatel dolů v Kladně
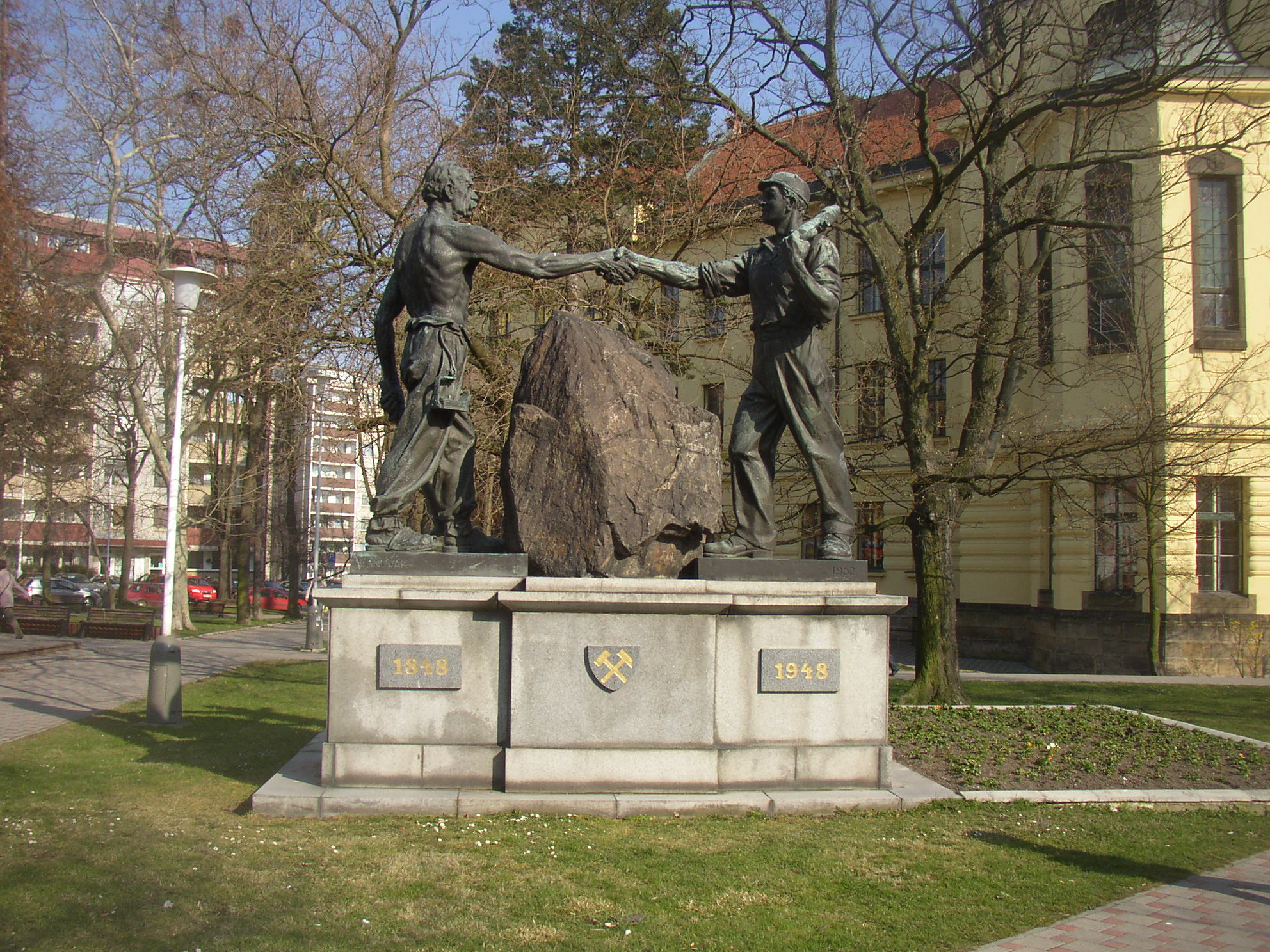
Sousoší Hornictví s Váňovým kamenem v parčíku u gymnázia na náměstí Edvarda Beneše v Kladně
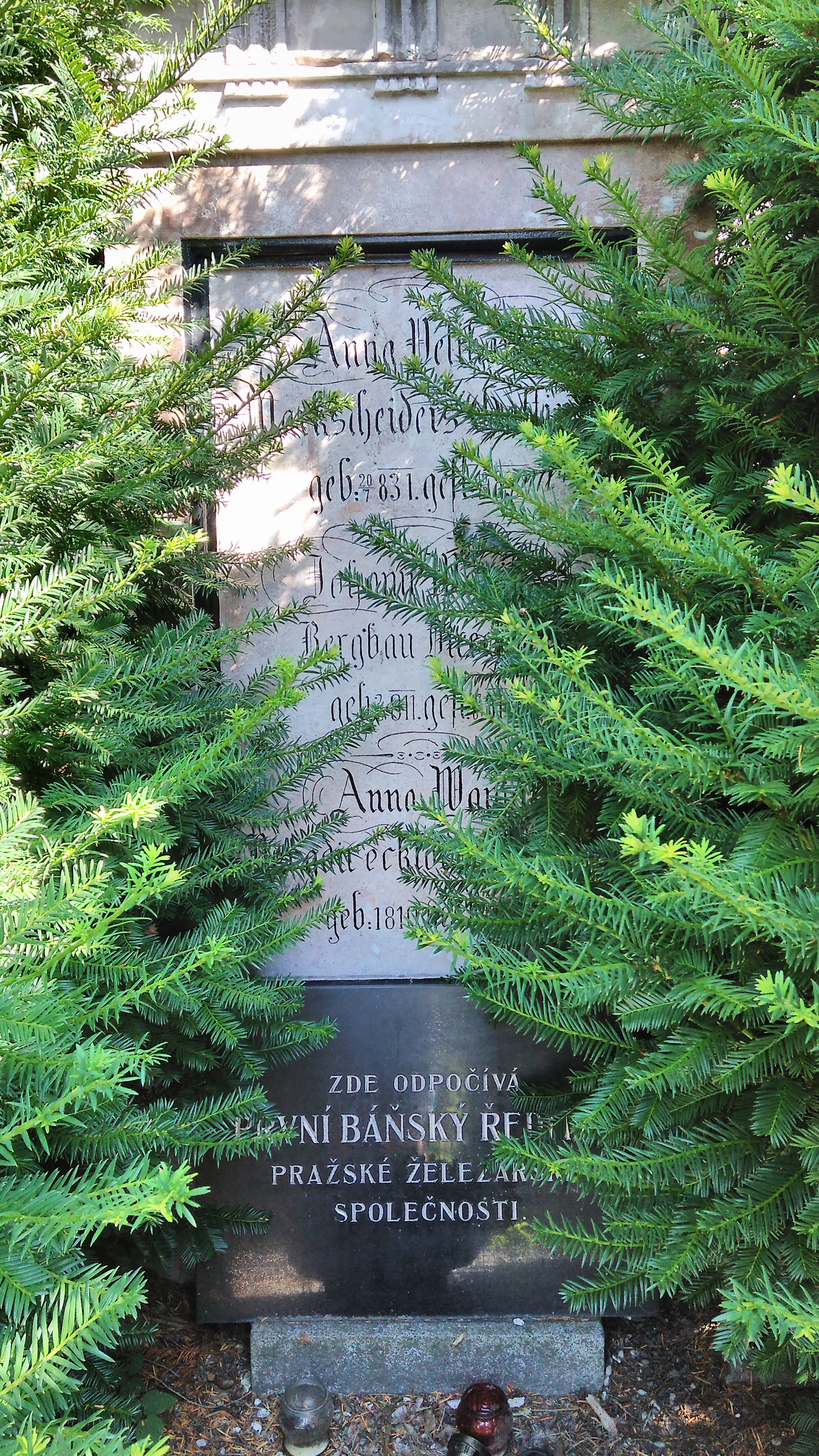
Jan Váňa, náhrobek na Centrálním kladenském hřbitově